# I Want More
«I Want More» — сингл британской электронной группы Faithless с альбома No Roots, вышедший в августе 2004 года.
Альбомная версия трека поделена на две части. Вокальную партию первой части исполняет британский певец, композитор и продюсер LSK; вторая, с вокальными партиями Maxi Jazz и певицы Нины Симон, легла в основу сингл-версии. Все версии обложки сингла содержат различные фрагменты картины «Arkadia Last Resort» американского художника Джесса Коллинза.
«I Want More» содержит вокальный семпл композиции «Tell Me More and More and Then Some» Нины Симон с альбома Pastel Blues 1965 года и семпл композиции «On the Run» британской прогрессив-рок-группы Pink Floyd с альбома The Dark Side of the Moon 1973 года.
Существует две версии видеоклипа: одна снята в Бразилии, другая содержит кадры из документального фильма «Состояние души» режиссёра Дэниэла Гордона.

## Список композиций
| №  | Название                       | Длительность |
| -- | ------------------------------ | ------------ |
| 1. | «I Want More» (single version) | :            |
| 2. | «God is a DJ»                  | :            |

| №  | Название                           | Длительность |
| -- | ---------------------------------- | ------------ |
| 1. | «I Want More» (single version)     | 3:31         |
| 2. | «I Want More» (Beginerz mix)       | 7:50         |
| 3. | «I Want More» (Filterheads mix)    | 7:35         |
| 4. | «I Want More» (Faithless main mix) | 7:39         |
| 5. | «I Want More» (video)              | :            |

В Нидерландах сингл был издан трилогией, в период с 23 августа по 20 сентября 2004 года.

## Чарты
| Чарт (2004)                                | Наивысшая позиция |
| ------------------------------------------ | ----------------- |
| Бельгия/Фландрия (Ultratop 50)             | 18                |
| Бельгия/Валлония (Ultratip Bubbling Under) | 8                 |
| Германия (GfK)                             | 81                |
| Нидерланды (Dutch Top 40)                  | 8                 |
| Нидерланды (Single Top 100)                | 6                 |
| Швейцария (Schweizer Hitparade)            | 96                |
| Великобритания (OCC UK Singles)            | 22                |

| Чарт (2004)                     | Позиция |
| ------------------------------- | ------- |
| Нидерланды (Nederlandse Top 40) | 78      |